# S-14,671
S-14,671 je naftilpiperazinski derivat koji deluje kao agonist 5-HT1A receptora ( = 9.3) sa visokom efikasnošću i izuzetnom in vivo potencijom. On je isto tako antagonist  i  receptor (oba imaju  = 7.8). On pokazuje samo nizak afinitet za  i  receptore.